# Juvigny-Val-d’Andaine
Juvigny-Val-d’Andaine – gmina we Francji, w regionie Normandia, w departamencie Orne. W 2013 roku liczba ludności wynosiła 2211 mieszkańców.
Gmina została utworzona 1 stycznia 2016 roku z połączenia siedmiu ówczesnych gmin: La Baroche-sous-Lucé, Beaulandais, Juvigny-sous-Andaine, Loré, Lucé, Saint-Denis-de-Villenette oraz Sept-Forges. Siedzibą gminy została miejscowość Juvigny-sous-Andaine.